# Glyptotendipes fodiens
Glyptotendipes fodiens är en tvåvingeart som först beskrevs av Jean-Jacques Kieffer 1924.  I den svenska databasen Dyntaxa används istället namnet Glyptotendipes scirpi. Glyptotendipes fodiens ingår i släktet Glyptotendipes och familjen fjädermyggor. Arten är reproducerande i Sverige. Inga underarter finns listade i Catalogue of Life.